# Vollmoeller AG
Die Vereinigte Trikotagen Vollmoeller AG war ein deutsches Textilunternehmen, das von 1881 bis 1971 in Vaihingen (Stuttgart) existierte und 1910 das weltweit größte Unternehmen seiner Art mit über 3000 Mitarbeitern war.

## Firmengeschichte
Das Unternehmen wurde am 15. Juni 1881 durch Robert Vollmöller und Carl Behr in Vaihingen (Stuttgart) gegründet. Es führte zunächst den Namen „Mechanische Tricotwaarenfabrik Vaihingen a.d. Fildern, Behr & Vollmoeller“. Das Unternehmen setzte auf sogenannte Massenware, wie Unterhosen und -hemden, verfolgte jedoch einen ausgesprochenen Reformansatz. Robert Vollmöller, der mit dem Zoologen Gustav Jäger bekannt war, übernahm dessen gesundheitsfördernde, wollene Reformkleidung und produzierte diese in Lizenz. Vollmöllers Freund Robert Bosch gehörte zu den überzeugten Anhängern der Reformkleidung Jägers; ebenso Bekannte Vollmöllers, die Literaten Oscar Wilde und George Bernard Shaw. Letztere setzten sich für die Verbreitung der von Vollmöller produzierten Reformkleidung in England ein. England war bis 1914 neben Deutschland der größte Absatzmarkt der Gesellschaft.
1888 zahlte Robert Vollmöller Carl Behr aus und wurde alleiniger Inhaber. Drei Filialbetriebe entstanden in Herrenberg, Plieningen und Untertürkheim. Am 30. Mai 1901 wurde die Firma in eine Aktiengesellschaft, die „Vereinigte Tricotwaaren Actiengesellschaft“ umgewandelt. Das stürmische Wachstum der AG setzte sich fort bis 1914, dem Beginn des Ersten Weltkriegs. Bereits 1910 war das Unternehmen mit damals über 3000 Mitarbeitern der größte Trikotagenhersteller der Welt.
Bemerkenswert ist jedoch nicht nur der geschäftliche Erfolg der AG. Vollmöller gehörte gemeinsam mit seiner 1894 verstorbenen Ehefrau Emilie zu den Vorreitern eines sozialen Ausgleichs zwischen Arbeitnehmern und Unternehmern im Sinne der späteren Sozialen Marktwirtschaft. So schrieb 1897 die Neue Rundschau des S. Fischer Verlag: „In diesem Emilienheime befinden sich geräumige Säle, in welchen sich die Mädchen während der freien Mittagsstunde aufhalten und ihr Mittagsbrot verzehren können. Auch sind Schlafsäle darin vorhanden mit ca. 50 Betten für diejenigen Mädchen, welche zu weit von ihrer Heimat entfernt sind, um jeden Abend dahin zurückzukehren. Ein großer um das Gebäude sich ziehender Garten gestattet den Mädchen, sich im Freien zu ergehen; derselbe ist für sämtliche Arbeiter auch an den Sonntagen zur ungehinderten Benützung freigegeben.“
1898 berichtet „Der Industrielle“, Eckstein Verlag, über Robert Vollmöller und seine Fabriken: „Es ist eine ganz eigene Welt, die sich uns hier darstellt. Die Hauptfabrik mit den dazu gehörigen Wohnungen, Wohlfahrtseinrichtungen und Anlagen bedeckt ein Areal von etwa 1000 Ar, in dem Räume geschaffen worden sind, welchen an Fülle von Licht und Luft nicht eben viele Fabrikanlagen in Deutschland gleichkommen dürften. Überhaupt sind die hygienischen, sozialen und Wohlfahrtseinrichtungen der Firma so großartig, dass nicht mit Unrecht gesagt wird, dass durch diese Fabrik gewissermaßen die soziale Frage im kleinen gelöst worden ist. Es sei nur erwähnt, dass für die jugendlichen Arbeiterinnen der Fabrik ein eigener Mädchenhort errichtet worden ist, unter dem Namen ‚Emilienheim’. Ebenso sind für die Beamten der Fabrik und die Meister bis jetzt über 80 eigene Familienwohnungen erbaut, und für das kaufmännische Personal der Firma besteht ein eigenes, wohnlich eingerichtetes Haus mit Garten, ‚Der Filderhof’ (zugleich Gasthof, welches ca. 30 Zimmer zur Benutzung für die kaufmännischen (unverheirateten) Angestellten enthält).“
1908 schrieb Jakob Hubert Schütz in „Der praktische Sozialpolitiker“: „Was Licht und Luft anbetrifft, so können diese Fabrikräumlichkeiten vielen Fabriken zum Vorbild dienen. Robert Vollmöller sorgte in hygienischer und sozialer Hinsicht in hochdenkender Weise für seine Angestellten“.
Am 29. Oktober 1909 wurde der Firmengründer Robert Vollmöller für sein soziales Engagement wie für seine wirtschaftlichen Erfolge zum Ehrenbürger Vaihingens, heute Landeshauptstadt Stuttgart, ernannt. Zehn Jahre zuvor, anlässlich seines 50. Geburtstags hatte ihn sein Freund, der württembergische König Wilhelm II. (Württemberg) zum Kommerzienrat ernannt.
Im Juni 1914 wurde das Unternehmen in eine Familien-AG umgewandelt, die „Vereinigte Trikotagen Vollmoeller AG“, die unter diesem Namen bis zu ihrer Auflösung 1971/72 firmierte. 1925 trat Rudolf Vollmöller, ältester Sohn Robert Vollmöllers, aus dem Vorstand der AG aus und gründete in der Schweiz eine eigenständige Vollmoeller Textil AG, die bis 2002 existierte und ab 1951 über ein Tochterunternehmen, die „Volma Wirkwaren GmbH“, Lizenznehmer von Jockey International wurde.
In Deutschland übernahm Karl Gustav Vollmoeller 1909 einen Sitz im Aufsichtsrat, von 1939 bis zu seinem Tod 1948 war er Aufsichtsratsvorsitzender. Er war es auch, der 1932 einen Lizenzvertrag mit der US-amerikanischen „Jantzen Knitting Inc.“ über die Produktion von Badeanzügen abschloss. 1934 gründete die Vollmoeller AG in Berlin zwei Tochterunternehmen, die „Vollmoeller Wirkerei und Färberei GmbH“ sowie die „Vollmoeller-Moden GmbH“. Hinzu kamen Beteiligungen an der 1937 gegründeten „Schwäbische Zellstoff AG“ Ehingen Donau und der 1939 gegründeten „Wolle und Tierhaare AG“, Berlin. In der Nacht vom 22. auf den 23. November 1942 wurde der Hauptsitz in Stuttgart-Vaihingen zerbombt und zu 90 % zerstört. Weiter produziert wurde in den Zweigbetrieben in Plieningen und Herrenberg sowie in Berlin. Die Berliner Betriebe wurden im November 1944 vollständig zerstört. Zum Ausgleich erwarb das Unternehmen eine 50 % Beteiligung an einer Textilfabrik in Leinfelden nahe Vaihingen.
Ende April 1945 wurde die Firma von der amerikanischen Besatzungsmacht besetzt, die Familie enteignet. Ein Teil der Belegschaft übernahm das Unternehmen treuhänderisch, bis Mitte 1946 das Unternehmen wieder in Familienbesitz überging. Gelder aus dem Marshallplan sowie Baumwolllieferungen aus den USA ermöglichten den Wiederaufbau und Produktionsneubeginn. Die Wirtschaftswunderjahre ermöglichten einen bemerkenswerten Neuanfang; im Mai 1956 konnte das 75-jährige Jubiläum gefeiert werden. Die einsetzende Globalisierung, die Krise der deutschen Textilbranche erfasste im Laufe der 1960er Jahre auch die Vollmoeller AG. 1971/72 wurde die Firma samt ihrem umfassenden Grundbesitz verkauft. Die Käufer wickelten das Unternehmen ab. Das riesige Firmengelände in zentraler Lage Vaihingens wurde neu bebaut. An Stelle des ehemaligen Hauptgebäudes steht heute das Hotel „Pullman Stuttgart Fontana“. Als einziges Gebäude aus der Gründerzeit hat der ehemalige „Filderhof“ überlebt. Er beherbergt heute ein Seniorenheim.

## Zeitschriften
- Neue Rundschau, 8. Jg., Heft 3 1897, S. Fischer Verlag Berlin
- Der praktische Sozialpolitiker, Zeitschrift, Berlin 1908
- Der Industrielle, Zeitschrift, Eckstein Verlag Berlin, 1898